# Alfa Romeo 159
Corrente de médio porte berlina, introduzido em 2005 a produção formulário em Genebra Motor Show. A 159 está disponível em quatro diferentes gasolina e três motores diesel. 159 Sportwagon é uma herança versão deste carro. Foi lançada em 2005 para substituir o 156.
|  |

## Performance
| Motor                                                                          | Velocidade Máx. km/h (mph) | Velocidade Máx. km/h (mph) | 0–100 km/h em segundos / 0-62 mph em segundos | 0–100 km/h em segundos / 0-62 mph em segundos | Consumo combinadoNota 1 | Consumo combinadoNota 1 | Anos      |
| Motor                                                                          | manual                     | automático                 | manual                                        | automático                                    | manual                  | automático              | Anos      |
| ------------------------------------------------------------------------------ | -------------------------- | -------------------------- | --------------------------------------------- | --------------------------------------------- | ----------------------- | ----------------------- | --------- |
| 1.75L TBi                                                                      | 235 km/h (146 mph)         |                            | 7.7                                           |                                               | 8.1L/100 km             |                         | 2009-2011 |
| 1.8L                                                                           | 206 km/h (128 mph)         |                            | 10.2                                          |                                               | 7.7L/100 km             |                         | 2005-2007 |
| 1.8L                                                                           | 208 km/h (129 mph)         |                            | 10.2                                          |                                               | 7.6L/100 km             |                         | 2008-2010 |
| 1.9L JTDm 8V                                                                   | 191 km/h (119 mph)         |                            | 11.0                                          |                                               | 5.9L/100 km             |                         | 2005-2007 |
| 1.9L JTDm 8V                                                                   | 193 km/h (120 mph)         |                            | 10.7                                          |                                               | 5.9L/100 km             |                         | 2008-2010 |
| 1.9L JTDm 16V                                                                  | 210 km/h (130 mph)         | 210 km/h (130 mph)         | 9.4                                           | 9.4                                           | 6.0L/100 km             | 7.1L/100 km             | 2005-2007 |
| 1.9L JTDm 16V                                                                  | 212 km/h (132 mph)         | 209 km/h (130 mph)         | 9.2                                           | 9.5                                           | 5.9L/100 km             | 7.1L/100 km             | 2008-2010 |
| 2.0L JTDm 16V 136PS                                                            | 202 km/h (126 mph)         |                            | 9.9                                           |                                               | 5.1L/100 km             |                         | 2010-2011 |
| 2.0L JTDm 16V 170PS                                                            | 218 km/h (135 mph)         |                            | 8.8                                           |                                               | 5.4L/100 km             |                         | 2009-2011 |
| 1.9L JTS                                                                       | 212 km/h (132 mph)         |                            | 9.7                                           |                                               | 8.7L/100 km             |                         | 2005-2007 |
| 2.2L JTS                                                                       | 222 km/h (138 mph)         |                            | 8.8                                           |                                               | 9.2L/100 km             |                         | 2005-2007 |
| 2.4L JTDm                                                                      | 228 km/h (142 mph)         | 224 km/h (139 mph)         | 8.4                                           | 8.4                                           | 6.8L/100 km             | 8.0L/100 km             | 2005-2007 |
| 3.2L V6 JTS                                                                    | 250 km/h (155 mph)         |                            | 7.1                                           |                                               | 11.0L/100 km            |                         | 2008-2010 |
| Nota 1: o consumo está de acordo com a Comissão Diretiva Européia 1999/100/EC. |                            |                            |                                               |                                               |                         |                         |           |